# Grzegorz Jankowicz
Grzegorz Jankowicz (ur. 1978) – polski krytyk, filolog, eseista, redaktor i tłumacz, doktor nauk humanistycznych. 

## Życiorys
Pracownik Centre for Advanced Studies in the Humanities UJ. Na język polski przekładał teksty m.in. R. Firbanka, A. Manguela, G. Mannixa Flynna, R. Rorty’ego i S. Žižka. Na antenie TVP Kultura był jednym z gospodarzy programu „Czytelnia”, a w programie „Poezjem” prowadził autorski cykl „Nasłuch”. Był redaktorem serii krytycznoliterackiej „Punkt Krytyczny” czasopisma „Studium”. Wykładał m.in. literaturę polską na Uniwersytecie Indiana w Bloomington. W latach 2009–2015 wiceprezes Fundacji Korporacja „Ha!art”. 
Redaktor działu kultura „Tygodnika Powszechnego”. Dyrektor programów literackich Fundacji Tygodnika Powszechnego. Juror Wrocławskiej Nagrody Poetyckiej „Silesius”. Koordynator (wraz z Anną Kałużą) Pracowni Poetyckiej Silesius. Wiceprezes rady programowej CSW Zamek Ujazdowski. Dyrektor programowy Międzynarodowego Festiwalu Literatury im. Josepha Conrada. Pracownik Centrum Studiów Humanistycznych Uniwersytetu Jagiellońskiego.  
W lutym 2024 został pełnomocnikiem ministra kultury i dziedzictwa narodowego Bartłomieja Sienkiewicza  ds. połączenia Instytutu Książki i Instytutu Literatury. 1 czerwca tego samego roku objął stanowisko dyrektora Instytutu Książki.
Mieszka w Krakowie.

## Publikacje
Książki redagowane i autorskie:
- Jesień już panie a ja nie mam domu. Eugeniusz Tkaczyszyn-Dycki i krytycy, redakcja Grzegorz Jankowicz, Kraków 2001
- Lekcja żywego języka. O poezji Andrzeja Sosnowskiego, redakcja Grzegorz Jankowicz, Kraków 2004
- Stan wyjątkowy/ Giorgio Agamben; przeł. Monika Surma-Gawłowska; posłowie (Projekt homo sacer) Grzegorz Jankowicz, Paweł Mościcki, Kraków 2008
- Wolałbym nie, redakcja Grzegorz Jankowicz, Kraków 2009
- Rodzinna Europa. Pięć minut później, redakcja Grzegorz Jankowicz i Anna Kałuża, Kraków 2011
- Europe. An Unfinished Project, redakcja Michał Bardel i Grzegorz Jankowicz, Kraków 2011
- Po co jest sztuka? Rozmowy z pisarzami, Kraków 2013
- Cmono. Rozmowy z pisarzami, Kraków 2013
- Medium doskonałe, redakcja Grzegorz Jankowicz, Kraków 2013
- Wspólne światy, redakcja Grzegorz Jankowicz, Kraków 2014
- Literatura polska po 1989 roku w świetle teorii Pierre’a Bourdieu. Raport z badań, Grzegorz Jankowicz i inni, Kraków 2014.
- Gombrowicz - loading. Esej o formie życia, Wrocław 2014
- Pracownia Poetycka Silesius. Rok I: Foks, Sosnowski, redakcja Grzegorz Jankowicz, Anna Kałuża, Wrocław 2015.
- Literatura polska po 1989 roku w świetle teorii Pierre’a Bourdieu. Podręcznik, redakcja Grzegorz Jankowicz, Piotr Marecki i Michał Sowiński, Kraków 2015.
- Socjologia literatury. Antologia, redakcja Grzegorz Jankowicz i Michał Tabaczyński, Kraków 2015.
- Uchodźcy z ziemi Ulro, Kraków 2015.
- Andrzej Sosnowski, Zmienia to postać legendarnych rzeczy (wybór wierszy), wybór i opracowanie Grzegorz Jankowicz, Poznań 2016
- Wolne słowa. Zestaw do ćwiczeń indywidualnych i zbiorowych, redakcja Grzegorz Jankowicz i Zofia Król, Gdańsk 2016.
- Życie na poczytaniu. Rozmowy o literaturze i reszcie świata, Wrocław 2017.
- Blizny. Eseje, Wrocław 2019.

Tłumaczenia:
- Lacrimae rerum: Kieślowski, Hitchcock, Tarkowski, Lynch/ Slavoj Žižek; przeł. Grzegorz Jankowicz [et al.], Warszawa 2007
- Inne tradycje/ John Ashbery; przeł. Julia Fiedorczuk [et al.]; przedm. Grzegorz Jankowicz, Kraków 2008
- Studium temperamentu/ Ronald Firbank; przeł. Grzegorz Jankowicz, Andrzej Sosnowski, Wrocław 2009
- Nic do gadania. James X/ Gerard Mannix Flynn; przeł. Grzegorz Jankowicz, Kraków 2012